# Meister der Ansbacher Schwanenritter

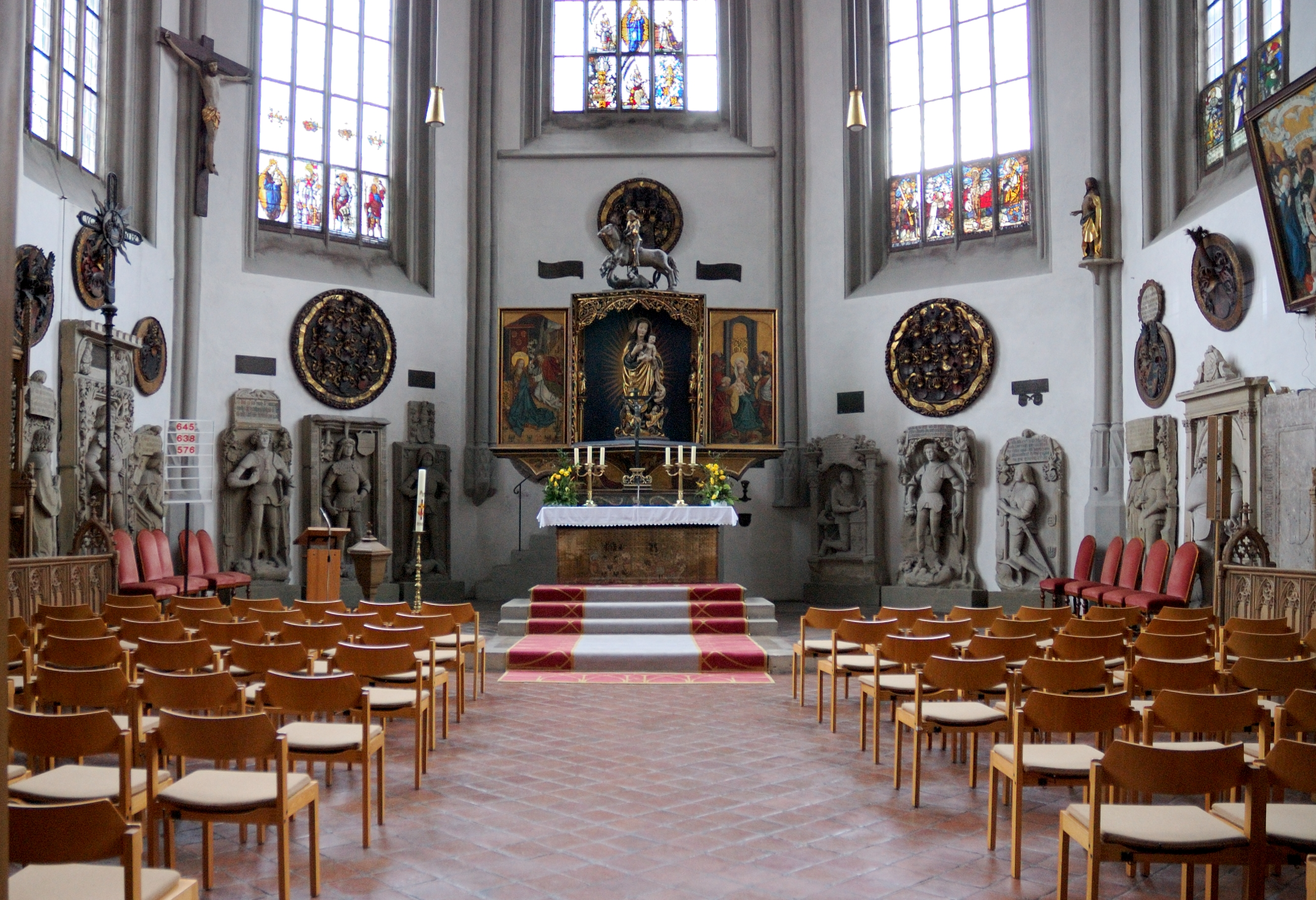
Ansbach, St. Gumbertus, Schwanenritterkapelle

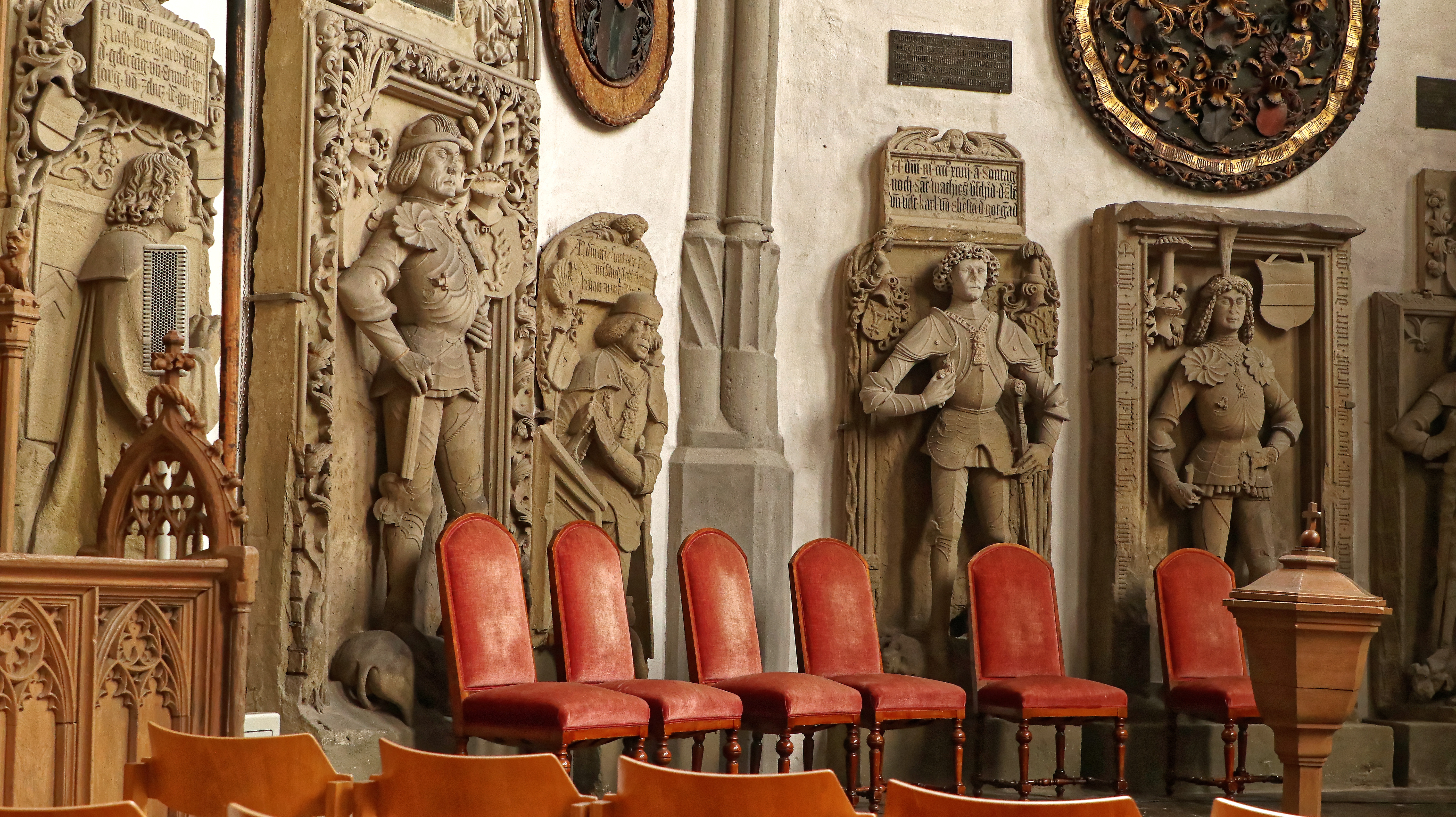
Grabdenkmäler in der St.-Gumbertus-Kirche in Ansbach

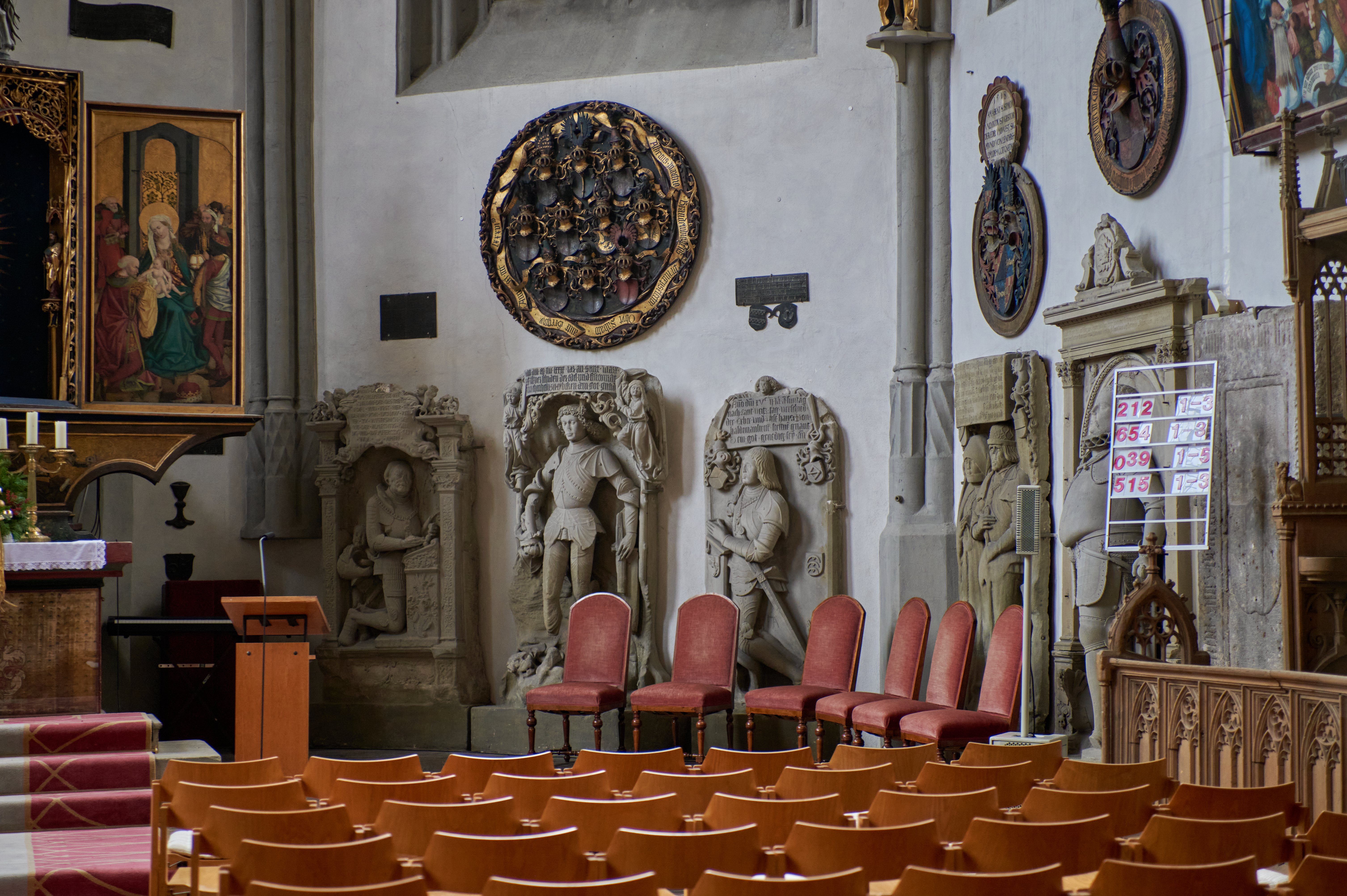
Grabdenkmäler in der St.-Gumbertus-Kirche in Ansbach

Mit Meister der Ansbacher Schwanenritter wird der deutsche Bildhauer bezeichnet, der einige der Grabdenkmäler in der St.-Gumbertus-Kirche in Ansbach schuf. 
Sie befinden sich in der Georgskapelle der von Markgraf Albrecht Achilles für die Ordensmitglieder des Schwanenordens gestifteten Ordenskirche. Mit den Epitaphien stellte der Meister verstorbene Mitglieder der Ansbacher Ritterschaft, wie etwa Conrad von Lüchau, in nahezu lebensgroßer Gestalt und voller Rüstung dar, mit ihren Wappen und Ordenszeichen wie Ordenskette.

## Schaffenszeitraum und Identifizierung
Der Meister der Ansbacher Schwanenritter war ungefähr zwischen 1486 und 1515 tätig, eventuell in Ansbach selbst, und soll noch weitere Grabdenkmäler in Mittelfranken geschaffen haben.
Der Name des Meisters war eventuell Jorg Ampauer (1465–1522).

## Zugeschriebene Werke (Auswahl)
- Grabdenkmäler der Ansbacher Ritterschaft. Ansbach, St.-Gumpertus-Kirche.
- Grabdenkmal des Ritters Paul von Absberg, um 1503. Gunzenhausen, Evang. Stadtkirche St. Mariä Virginis

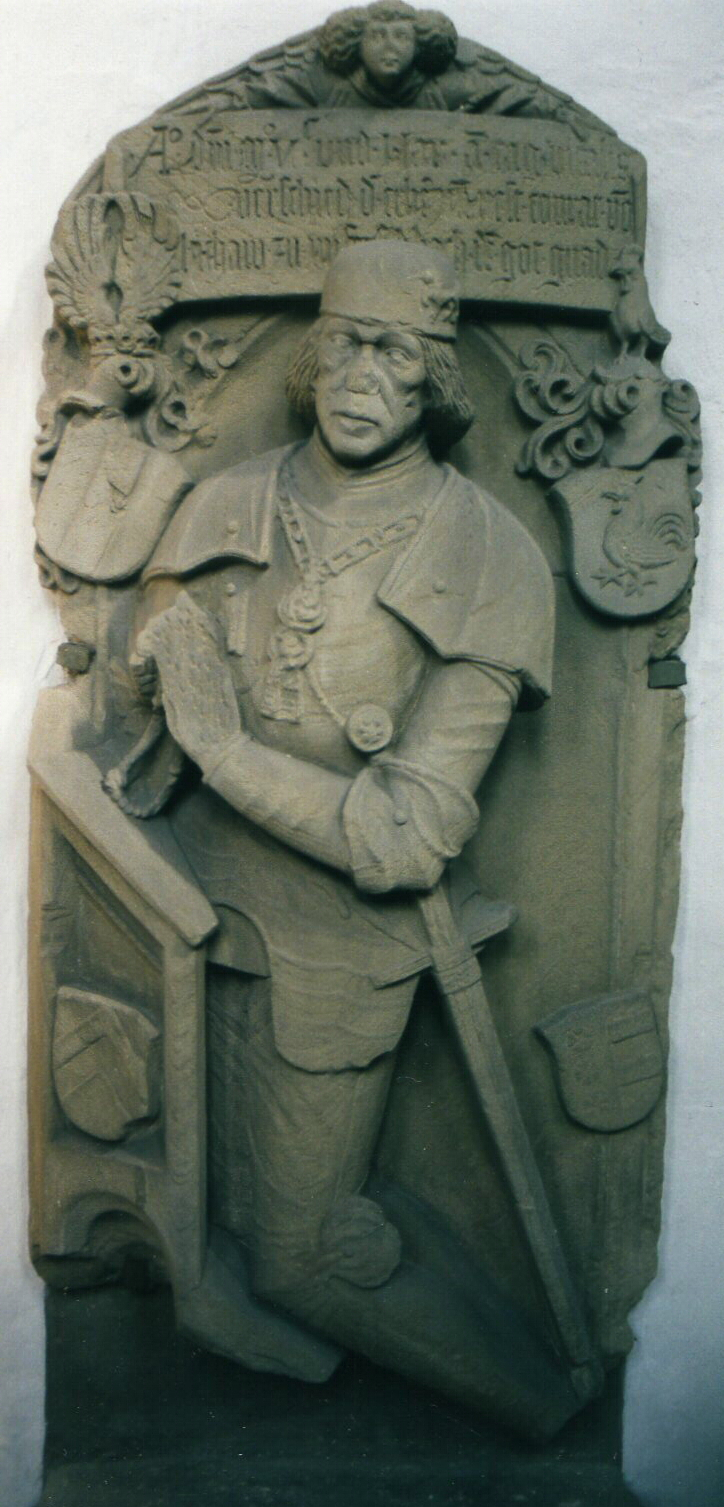
Grabdenkmal des Sebastian von Lüchau in Ansbach
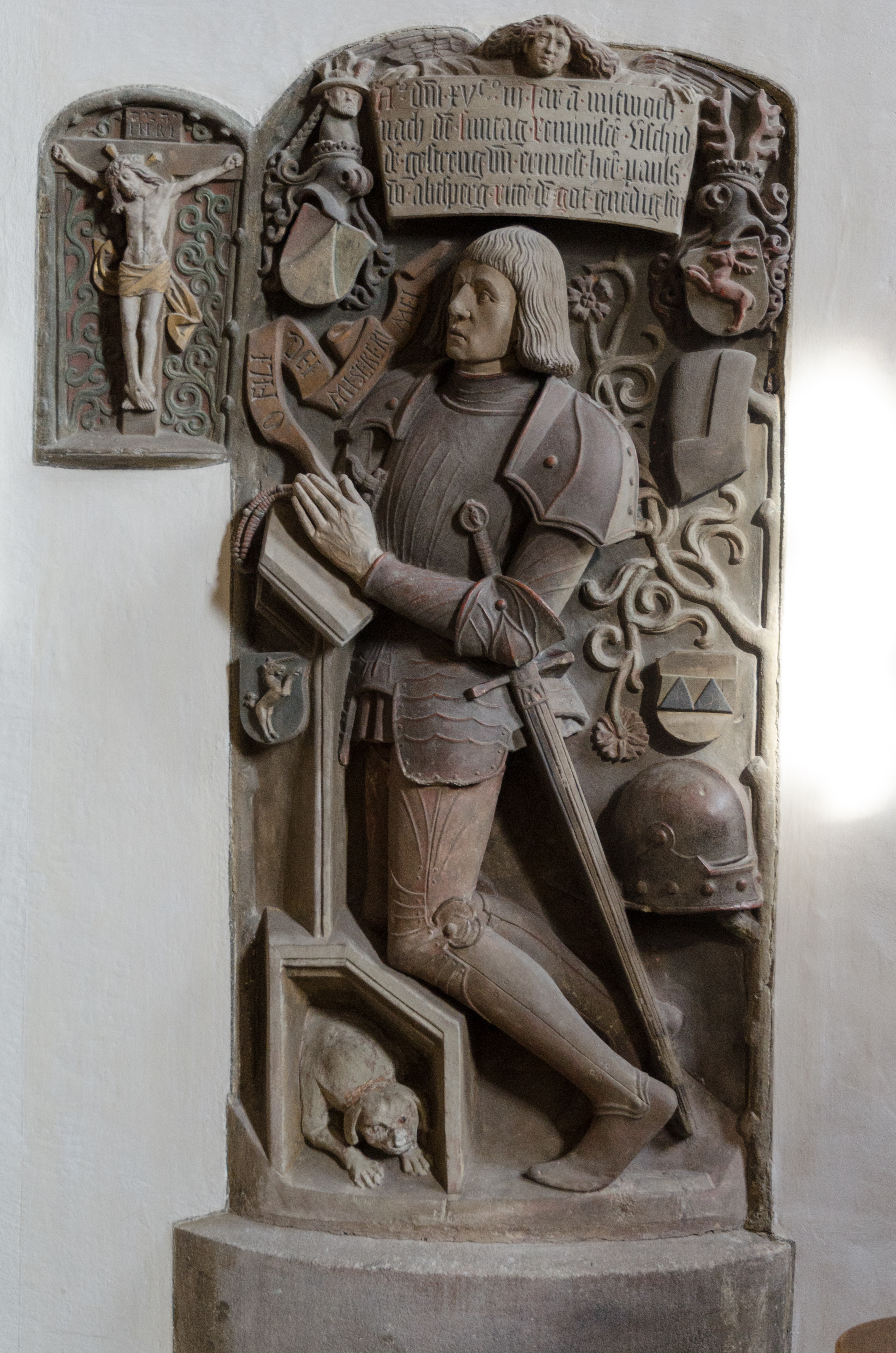
Grabdenkmal Pauls von Absberg in Gunzenhausen